# D・N・A (お笑いコンビ)
D・N・A（ディー・エヌ・エー）は吉本興業（よしもとクリエイティブ・エージェンシー）所属のお笑いコンビ。2007年結成の後、2009年に解散。2012年1月に再結成するも、2013年に解散。

## メンバー
- 芝山 大補（しばやま だいすけ、1986年2月12日（39歳） - ）

兵庫県尼崎市出身。身長178cm、体重80kg。血液型O型。
NSC大阪校28期。ネタ、小道具作り担当。
ネタ中以外は眼鏡をかけていることが多い。
解散後、宮本悠史（元アストミンテン）と共に「チョコラチオ」を結成（後に「アストロNエース」に改名）。キングオブコント2011では準決勝まで進出するも、その後「決勝に残れなかったから」という理由で解散。
再び解散してからは、ワタナベコメディスクールに18期生として入学（2013年4月入学、2014年3月卒業）、同期生のフワちゃん（元ランボランチ）とコンビ『SF世紀宇宙の子』を2014年に結成。SF世紀宇宙の子は2017年9月30日限りで解散。
2018年より芸人から構成作家に転身。
2022年6月に出版した『おもろい話し方』（ダイヤモンド社）がベストセラーになる
- 山川 将宏（やまかわ まさひろ、1983年5月29日（41歳） - ）

三重県出身。身長160cm、体重85kg。血液型O型。NSC大阪校28期。
ピエロ担当。三瓶に似ている。坊主。
R-1ぐらんぷり2006二回戦進出。
2009年の解散後は、牛乳瓶の洗浄の仕事に就いていた。

## 旧メンバー
- 石野 翔悟（いしの しょうご、1985年4月19日（39歳） - ）

大阪府大阪市出身。血液型A型。
後に原田誠とドレッドノートを結成するも解散。当時はアブノーマル石野という芸名で活動。

## 来歴
- NSC大阪校28期の芝山と山川によって2007年に結成。
- かつては石野翔悟と「爆弾連盟」というトリオで活動していた。
- baseよしもとを中心に活動していた。
- M-1グランプリ2008で2回戦進出した他、キングオブコント2008に2回戦進出、2009に準決勝進出。決勝戦では準決勝出場者として審査員を務めた。無名ながら司会の浜田雅功（ダウンタウン）から繰り返し無茶振りを受け一躍注目を集めた[2]
- 2009年に解散。翌2010年のキングオブコント決勝ではオープニングで松本人志（ダウンタウン）が浜田雅功の前年のいじりと共にD･N･Aの解散について「有名になりすぎて疲れたんでしょう」と発言した。
- 2012年1月4日の芝山のTwitterでの発言により、再結成したことが公表された[3]。この年のキングオブコント決勝でもオープニングで松本が再結成について発言している。

## 芸風
主にコント。段ボール等で作られた小道具を活用するのが特徴。

## 出演

### テレビ
- オールザッツ漫才（毎日放送）
- キングオブコント2009（TBSテレビ）
- あらびき団（TBSテレビ）